# امامزاده سید محمد (جلفا)
امام‌زاده سید محمد جلفا یکی از امامزاده‌های شهرستان جلفا واقع در روستای نوجه‌مهر(ميجمير)

## موقعیت
در روستای نوجه مهر جلفا قرار گرفته است و برای رفتن به آن باید از هادی شهر به سیه رود سپس به پایانه مرزی نوردوز و کمی بالاتر از این پایانه مرزی دست راست تابلوی این امام زاده مشهود است. در روستای نوجه مهر چناری با قدمت ۳۲۰سال  در وسط خیابان قرار دارد.
به علت ممانعت تردد ارمنستان از  خودروهای جمهوری آذربایجان از خاک این کشور، مسیر جاده محل تردد خودروهای کشور جمهوری آذربایجان به جمهوری خود مختار نخجوان (بویژه خودروهای سنگین) هست. 

## امکانات و طبیعت
محوطه امام زاده زمانی نه چندان دور قبرستان بوده است. سید محمد با ۹ واسطه به امام رضا، امام هشتم شیعیان منسوب نسل می‌گردد. درداخل حرم آیینه کاری صورت پذیرفته هست. این امام زاده از نظر امکانات زیستی مجهز به بازارچه‌های متنوع، نانوایی و... می‌باشد.هر چند درختان انجیر و انار بومی آذربایجان نیست اما به علت تنوع آب هوایی منطقه،و وجود تابستان های گرم و مرطوب (رطوبت رود ارس ) در این محل درختان انجیر و انار به همراه درختان گردو زیاد وجود دارد. رودی از سمت جنوبی امام زاده همیشه در جریان است که رود آبشار گل آخور ورزقان را به رود ارس می‌ریزد.منازل و سوییت های کوچک جهت اقامت شبانه مسافران به تعداد کافی ساخته شده و اجاره داده می شود.هر سال نزدیک دو میلیون بازدید کننده در آن به ثبت می‌رسد.

## منبع
1. ↑  «نسخه آرشیو شده». بایگانی‌شده از اصلی در ۲۷ اوت ۲۰۱۳. دریافت‌شده در ۱۵ ژوئیه ۲۰۱۳.
2. ↑  http://www.ostan-as.gov.ir/?MID=21&Type=News&TypeID=8&id=7403%5Bپیوند+مرده%5D